# Yuriy Vinnichuk
Yuriy Pavlovich Vinnichuk (em ucraniano:  Юрій Павлович Винничук; 18 de março de 1952; Vinnytsia, Ucrânia) é um escritor ucraniano.